# Superintendencia de Casinos de Juego de Chile
La Superintendencia de Casinos de Juego (SCJ) es el órgano encargado de la fiscalización de la instalación, explotación y administración de los casinos de juego de Chile. Fue creada por la Ley 19995 de 2005, y depende del Ministerio de Hacienda. Sus oficinas están ubicadas en calle Morandé n.º 115, oficina 802, Santiago.
Desde su creación se encargó de regular los casinos de juego instalados en Chile a partir de la promulgación de la Ley 19.995. La ley 19.995 permitía la existencia de 24 casinos en Chile (incluyendo los siete casinos que ya existían hasta ese momento), con un mínimo garantizado de uno por región y un máximo de tres, distanciados por un mínimo de 70 km viales. Los siete casinos existentes con anterioridad a 2005 —los casinos de Arica, Iquique, Coquimbo, Viña del Mar, Pucón, Puerto Varas y Puerto Natales— quedaron fuera de su fiscalización, y seguirían bajo la fiscalización de sus respectivas municipalidades hasta el 31 de diciembre de 2015, fecha de caducidad de sus contratos de operación, término que fue prorrogado hasta el 31 de diciembre de 2017 por la Ley 20.856, promulgada el 5 de agosto de 2015.

## Casinos bajo su fiscalización
| Foto | Nombre                    | Región      | Ubicación                                                     | Operador                           |
| ---- | ------------------------- | ----------- | ------------------------------------------------------------- | ---------------------------------- |
|      | Casino Luckia Arica       | Arica       | Av. Chile 1108, Arica                                         | Casino Luckia Arica S.A.           |
|      | Marina del Sol Calama     | Antofagasta | Vía Parque Oriente 3601, exfinca San Juan, Calama             | Latin Gaming Calama S.A.           |
|      | Enjoy Antofagasta         | Antofagasta | Av. Angamos 01455, Antofagasta                                | Operaciones El Escorial S.A.       |
|      | Antay Casino & Hotel      | Atacama     | Los Carrera 2440, Copiapó                                     | Gran Casino de Copiapó S.A.        |
|      | Ovalle Casino & Resort    | Coquimbo    | Avda. Manuel Peñafiel Olivares 2711, Ovalle                   | Ovalle Casino Resort S.A.          |
|      | Enjoy San Antonio         | Valparaíso  | Av. Ramón Barros Luco N° 105, Paseo Bellamar s/n, San Antonio | Casino de Juegos del Pacífico S.A. |
|      | Enjoy Santiago            | Valparaíso  | Fundo La Cuesta s/n, Ruta 57 Los Libertadores, Rinconada      | Casino Rinconada S.A.              |
|      | Sun Monticello            | O'Higgins   | Panamericana Sur, km. 57, Mostazal                            | San Francisco Investment S.A.      |
|      | Casino Colchagua          | O'Higgins   | Av. Errázuriz 255, Santa Cruz                                 | Casino de Colchagua S.A.           |
|      | Gran Casino de Talca      | Maule       | Av. Circunvalación Oriente 1055, Talca                        | Casino de Juegos de Talca S.A.     |
|      | Marina del Sol Chillán    | Ñuble       | Variante Nahueltoro N° 251, Chillán                           | Marina del Sol S.A.                |
|      | Marina del Sol Talcahuano | Biobío      | Calle A, N° 909, Brisa del Sol, Talcahuano                    | Marina del Sol S.A.                |
|      | Enjoy Los Ángeles         | Biobío      | Colo-Colo N° 565, Los Ángeles                                 | Casino Gran Los Ángeles S.A.       |
|      | Dreams Temuco             | Araucanía   | Av. Alemania 0945, Temuco                                     | Casino de Juegos Temuco S.A.       |
|      | Dreams Valdivia           | Los Ríos    | Carampangue 190, Valdivia                                     | Casino de Juegos Valdivia S.A.     |
|      | Marina del Sol Osorno     | Los Lagos   | Ejército 395, Osorno                                          | Latin Gaming Osorno S.A.           |
|      | Enjoy Chiloé              | Los Lagos   | Ruta 5 Sur N°2053, Castro                                     | Rantrur S.A.                       |
|      | Dreams Coyhaique          | Aysén       | Magallanes 131, Coyhaique                                     | Casino de Juegos Coyhaique S.A.    |
|      | Dreams Punta Arenas       | Magallanes  | O'Higgins 1235, Punta Arenas                                  | Casino de Juegos Punta Arenas S.A. |

## Superintendentes
| Titular                 | Inicio                | Final                 |
| ----------------------- | --------------------- | --------------------- |
| Francisco Javier Leiva  | 1 de febrero de 2005  | 1 de junio de 2012    |
| Renato Hamel Maturana   | 1 de junio de 2012    | 9 de febrero de 2016  |
| Daniel García Fernández | 15 de febrero de 2016 | 17 de febrero de 2017 |
| Vivién Villagrán Acuña  | 20 de febrero de 2017 | en el cargo           |